# Евцера вірменська
Евцера вірменська або довговуса бджола вірменська (Eucera armeniaca) — вид комах з родини Apidae. Один із 95 видів голарктичного підроду Synhalonia широко поширеного у світі (за винятком Південної Америки, Південної Африки та Австралії) роду Eucera (213 видів). Один із 32 видів роду у фауні України. Запилювач багатьох видів рослин.

## Морфологічні ознаки
Довжина тіла 14–16 мм. Самиця: тіло чорне без жовтого малюнка, апікальні частини тергумів та кінцеві членики лапок напівпрозорі, коричнево-червоні. Крила світлі. Голова зверху та більша частина грудей вкриті світло сірими або жовто-сірими волосками. 2–4 тергуми черевця майже повністю опушені короткими світлими волосками, апікальна частина 1 та серединна ділянка такої частини на 2 тергумі голі без опушення, так само як і дуже вузький вершинний край 3 тергуму. Самець: верхня губа, наличник та плями на мандибулах жовті. Як і у інших представників роду антени, дуже довгі, вузлуваті. Базальна частина 2 тергуму у більш рідких відстовбурчених волосках. Вершинні частини 2–4 тергумів жовто-коричневого кольору. 

## Поширення
Середземноморсько-середньоазійський степовий вид. Поширений локально на степових ділянках та степових схилах гір Кавказу, Туреччини, Балкан, Угорщини, Румунії, Росії. В Україні відомий із Криму.

## Особливості біології
Генерація однорічна. Дорослі особини зустрічаються з кінця травня до кінця липня. Антофіл. Відвідує квітки із родин Malvaceae, Lamiaceae, Asteraceae. Гніздування не відоме. Інші досліджені види роду Eucera викопують гнізда у землі, де будують вертикально орієнтовані комірки, куди запасають пилковонектарний корм рідкої консистенції, на який відкладається одне яйце.

## Загрози та охорона
Зникає внаслідок скорочення площ цілинних степових ділянок; випасання, особливо кіз та овець.
Охороняється в Опукському ПЗ. Необхідно створити заказники в інших місцях мешкання виду.